# Данелия, Амиран Иосифович
Амиран Иосифович Данелия (16 апреля 1923 — 6 февраля 1979) — стрелок-пулемётчик танка 2-го танкового батальона 53-й гвардейской танковой бригады (6-й гвардейский танковый корпус, 3-я гвардейская танковая армия, 1-й Украинский фронт), Герой Советского Союза (1945).

## Биография
Родился 16 апреля 1923 года в городе Поти в семье рабочего.
Окончил 5 классов школы.
В Красной Армии и на фронте с 1942 года.
20 января 1945 года танковый взвод, где служил Данелия, действовал в разведке. Продвигаясь впереди основных сил, он с ходу форсировал реку Просна и завязал бой за город Верушув (Польша).
Перейдя границу Германии, советские танкисты подожгли два танка противника, но в это время открыла огонь вражеская противотанковая артиллерийская батарея. Один снаряд попал в башню танка Данелия, в результате чего были убиты командир танка и командир орудия. Другой вражеский снаряд попал в правый борт, в результате чего был убит механик-водитель, а Данелия ранен. Взяв на себя управление горящим танком, он направил его на орудие противника и уничтожил его вместе с расчётом, а затем вывел горящий танк с поля боя и погасил пламя.
Звание Героя Советского Союза присвоено 10 апреля 1945 года.
В 1945 году демобилизован.
После войны жил в городе Поти, работал на мелькомбинате. Умер 6 февраля 1979 года.